# Historiska domsagor i Värmlands län
Historiska domsagor i Värmlands län består av domsagor i Värmlands län före och efter tingsrättsreformen 1971. Samtliga dessa sorterade från 1948 under Hovrätten för Västra Sverige. Mellan åren 1814 och 1947 låg dock området under Svea hovrätt och innan år 1813 under Göta hovrätt. 
Domsagorna bestod ursprungligen av häradernas tingslag inom vilka motsvarande häradsrätt var verksam. Städerna omfattades inte av häradernas jurisdiktion, utan lydde under de egna rådhusrätterna.

## Domsagor från tiden efter 1971
Dessa var renodlade domkretsar till tingsrätterna:
- Värmlands domsaga från 2005, namnändrades 1 juli 2018 till Värmlands domkrets
- Karlstads domsaga upphörde 2005, till Värmlands domsaga
- Kristinehamns domsaga upphörde 2005, till Värmlands domsaga
- Arvika domsaga upphörde 2005, till Värmlands domsaga
- Sunne domsaga  upphörde 2005, till Värmlands domsaga

## Upphörda 1971
- Mellansysslets domsaga från 1743. Uppgick i Karlstads domsaga
  - omfattade Karlstads härad, Grums härad till 1756 och från 1830 samt Kils härad från 1756
  - äldre Nyeds härad till 1830, Färnebo härad till 1756, Frykdals härad från 1756 till 1830 samt Älvdals härad från 1756 till 1826.
- Östersysslets domsaga från 1680 (1756) Uppgick i Kristinehamns domsaga
  - omfattade Ölme härad, Visnums härad, Väse härad samt Färnebo härad från 1756
  - äldre Kils härad till 1756, Frykdals härad till 1756, Älvdals härad till 1756, Karlskoga härad till 1830, Nyeds härad från 1830 till 1865
- Södersysslets domsaga från 1830. Uppgick i Arvika domsaga
  - omfattade Näs härad och Gillbergs härad samt till 1875 Nordmarks härad
- Nordmarks domsaga från 1875. Uppgick i Arvika domsaga
  - omfattade Nordmarks härad
- Jösse domsaga från 1856. Uppgick i Arvika domsaga
  - omfattade Jösse härad
- Fryksdals domsaga från 1856. Uppgick i Sunne domsaga
  - omfattade Fryksdals härad
- Älvdals och Nyeds domsaga från 1865. Uppgick i Sunne domsaga
  - omfattade Älvdals härad och Nyeds härad från 1865

## Upphörda 1865
- Älvdals nedre och Älvdals övre domsaga från 1856
  - omfattade Älvdals härad

## Upphörda 1856
- Västersysslets domsaga från 1680
  - omfattade Näs härad (till 1830), Gillbergs härad (till 1830), Jösse härad (till 1779 och från 1830), Färnebo härad (till 1743), Karlstads härad (till 1743), Nyeds härad (till 1743), Grums härad (till 1743 och 1756-1778), Nordmarks härad (till 1779) samt Frykdals härad (nedre) (från 1830)
- Fryksdals övre, Älvdals nedre och Älvdals övre domsaga från 1826
  - omfattade Älvdals härad och övre delen av Fryksdals härad

## Upphörda 1830
- Jösse, Nordmarks och Grums domsaga från 1779
  - Omfattade Grums härad, Nordmarks härad och Jösse härad